# Горка (Добручинская волость, у д. Кюровщина)
Го́рка — деревня в Гдовском районе Псковской области России. Входит в состав Добручинской волости.

## География
Деревня находится в северной части Псковской области, в зоне хвойно-широколиственных лесов, к востоку от реки Плюссы, на расстоянии примерно 19 километров (по прямой) к северо-востоку от города Гдова, административного центра района. Абсолютная высота — 66 метров над уровнем моря.

### Климат
Климат характеризуется как умеренно континентальный, с относительно коротким тёплым летом и продолжительной, как правило, снежной зимой. Средняя многолетняя температура самого холодного месяца (января) составляет −8°С, температура самого тёплого (июля) — +17,4°С. Среднегодовое количество осадков — 684 мм.

### Часовой пояс
Деревня Горка, как и вся Псковская область, находится в часовой зоне МСК (московское время). Смещение применяемого времени относительно UTC составляет +3:00.

## История
До 2005 года населённый пункт входил в состав ныне упразднённой Вейнской волости.

## Население
| 2001 | 2002 | 2010 |
| ---- | ---- | ---- |
| 3    | →3   | →3   |

Согласно результатам переписи 2002 года, в национальной структуре населения русские составляли 100 %.